# 音楽学科
音楽学科（おんがくがっか）は、大学の学科のひとつ。音楽学科では音楽全般について学ぶ。
基本的には私立大学の音楽学部に設置されており、具体的には声楽やピアノ、管楽器、打楽器、音楽療法、作曲、音響学、音楽史、音楽美学、音楽民族学などの教育・研究を行っている。また大学によってはクラシック音楽だけでなくポピュラー音楽を音楽学科で学ぶところもある。
音楽学科で取得できる主な資格として音楽教員免許、音楽療法士などがある。